# SH003
AQUOS SHOT SH003（あくおす しょっと えすえいちぜろぜろさん）は、シャープが日本国内向けに開発・製造した、auブランドを展開するKDDIおよび沖縄セルラー電話のCDMA 1X WIN対応携帯電話である。

## 特徴
当時発売されていたドコモ向けのSH-06Aとソフトバンク向けの933SHとほぼ同じデザインで、au向け機種では初めて、また日本の携帯電話としては初めて1210万画素CCDを搭載したデジタルカメラとなっている。カメラ機能に関してはSH-01B・940SHとほぼ同じであり、メイン液晶画面は折りたたみ形携帯電話では世界最大級となる3.4インチフルワイドVGA液晶である。
ちなみに同社の同キャリア向け機種としてはSH004を除く2009年冬モデル以降より正式にmicroSDHCメモリーカード（16GB・KDDI公表）に対応した。

## 沿革
- 2009年9月3日 - 電気通信端末機器審査協会（JATE）通過。
- 2009年10月19日 - KDDIより発表。
- 2009年10月30日 - 全国にて一斉発売。
- 2010年5月 - 販売終了。

## 主な機能・対応サービス
- FMトランスミッター
- AQUOS Blu-rayレコーダー連携機能

| 主な機能・対応サービス                                                                  | 主な機能・対応サービス                                           | 主な機能・対応サービス                                                           | 主な機能・対応サービス                                                                            |
| --------------------------------------------------------------------------------------- | ---------------------------------------------------------------- | -------------------------------------------------------------------------------- | ------------------------------------------------------------------------------------------------- |
| LISMO! (着うたフル) (着うたフルプラス) (LISMOビデオクリップ) (LISMO Video) (LISMO Book) | EZケータイアレンジ                                               | バーコードリーダー&メーカー                                                      | PCサイトビューアー                                                                                |
| au BOX                                                                                  | ワイヤレスミュージック                                           | au Smart Sports Run & Walk Karada Manager ゴルフ フイットネス カロリーカウンター | EZナビウォーク                                                                                    |
| EZ助手席ナビ                                                                            | 安心ナビ                                                         | 災害時ナビ                                                                       | ナカチェン                                                                                        |
| EZアプリ FullGame! Bluetooth対戦                                                        | EZアプリ(BREW)                                                   | オープンアプリプレイヤー                                                         | PCドキュメントビューアー                                                                          |
| アレンジメニュー                                                                        | au oneガジェット マルチプレイウィンドウ クイックアクセスメニュー | じぶん銀行アプリ                                                                 | EZ・FM                                                                                            |
| EZチャンネル EZチャンネルプラス EZニュースフラッシュ EZニュースEX                       | Bluetooth                                                        | Touch Message                                                                    | EZFeliCa                                                                                          |
| ケータイ de PCメール                                                                    | デコレーションメール                                             | デコレーションアニメ                                                             | au one メール                                                                                     |
| 緊急通報位置通知                                                                        | ワンセグ                                                         | グローバルパスポート (CDMA・GSM)                                                 | 赤外線通信 (IrSimple) 無線LAN機能 (Wi-Fi WIN) auフェムトセル (別途、ケータイアップデートにて対応) |

## 不具合および新機能の追加
- 2010年2月25日に以下の不具合の修正がケータイアップデートにより行われた。[4]
  - カメラ撮影時に、ズームを行うとリセットする場合がある。
  - 待受画面で電波強度や電池レベルの状態を表示するアイコンが、正しく表示されない場合がある。
  - EZアプリが正しく起動できなくなる場合がある。
  - データフォルダに保存したファイルが再生できなくなる場合がある。
- 3月17日そのケータイアップデートにおいて、電源がつかないなどの不具合が確認され、配布が一時停止された。[5]
- 3月19日に不具合が改善され、ケータイアップデートが再開された。[6]
- 6月15日に不具合の修正、および新機能の追加がケータイアップデートにより行われた。[7]
  - 加速度センサー利用のアプリで左右の動作が正しく認識されない場合がある。
  - 稀に電源投入が出来なくなる場合がある。

※ 事象が発生しても、データが毀損したり、消失したりする事はない。 
※ 事象が発生した場合は、auショップ、PiPit (一部店舗を除く) にて預かり後、修理となる。
- - 宅内用小型基地局「auフェムトセル」に対応した。
  - 決定ボタン、上下左右ボタンが画面に痕を残すことがある。

## 注
1. ↑  最厚部21mm
2. ↑  実際は同年夏秋モデルのSH002、およびSportio water beat（SHY01）より簡易的に対応しているが、いずれも利用できる保存領域は2GB以内までとなっている。
3. ↑  2画面同時表示には非対応
4. ↑  ケータイアップデートのお知らせ KDDI 2010年2月25日
5. ↑  au携帯電話の「ケータイアップデート」停止のお知らせ KDDI 2010年3月17日
6. ↑  KDDI「SH003」のケータイアップデートを再開 KDDI 2010年3月19日
7. ↑  au携帯電話「SH005」の「ケータイアップデート」についてのお知らせ KDDI 2010年6月15日